# Liste der Autobahnen in Schweden
Schwedische Autobahnen (schwedisch motorvägar) werden grob nach dem Standort sortiert. Die schwedische Nummerierung unterscheidet nicht zwischen Autobahnen und anderen Straßen (europastraßen, riksvägar oder länsvägar). Wenn eine neue Autobahn fertiggestellt ist, bekommt die alte Straße eine Lokalstraßennummer.
Es gab 2007 etwa 1800 km motorvägar. Maut wird nicht erhoben (Ausnahmen: Öresundbrücke und Svinesundbrücke). Die Höchstgeschwindigkeit beträgt 110 km/h, seit Herbst 2008 auch 120 km/h auf gewissen Abschnitten.

## Autobahnen und Autostraßen in Schweden
| Nr. | Länge   | Verlauf |
| --- | ------- | --- |

Karte der schwedischen Autobahnen

| E4  | 1590 km | - Helsingborg - Gävle - Gävle - Bergby (2+1-Autostraße) - Söderhamn - Hudiksvall (2+2-Autostraße) - Njurunda - Sundsvall - Bergeforsen - Timrå - Midlanda (2+1-Autostraße) - Piteå - Norrfjärden - Gäddvik - Rutvik (2+1 und 1+1-Autostraße) |
| E6  | 490 km  | - Maglarp - Svinesund (Strömstad) |
| E18 | 555 km  | - Segmon - Ed - Karlstad - Alster - Skattkärr - Väse (Autostraße) - Lekhyttan - Järva krog (Stockholm) - Bergshamra - Rosenkälla - Rosenkälla - Söderhall (2+1-Autostraße) - Söderhall - Norrtälje                                           |
| E20 | 770 km  | - (Dänemark) - Öresundbrücke - Göteborg - Göteborg - Tollered - Ingared - Alingsås - Vretstorp - Arboga - Gräsnäs - Marieborg (Autostraße) - Eskilstuna - Stockholm                                                                          |
| E22 | 560 km  | - Maglarp - Malmö - Lund - Fogdarp - Hörby - Fjälkinge - Gualöv - Mörrum - Nättraby - Karlskrona - Kalmar - Norrköping |
| E45 | 1690 km | - E 45 Trollhättan - Båberg (2+1-Autostraße) - E 45 Zusammen mit E18 Segmon - Ed |
| E65 | 58 km   | - Malmö - Tittente |
| R11 | 88 km   | - Malmö Bulltofta - Sunnanå |
| R21 |         | - Ignaberga - Finja (2+1-Autostraße) |
| R28 |         | - Karlskrona Österleden |
| R30 |         | - Öjaby - Växjö centrum |
| R34 |         | - Linköping Malmslättsleden |
| R35 |         | - Linköping Trafikplats Staby (E 4 Linköping Ost) |
| R40 |         | - Göteborg - Borås |
| R44 |         | - Herrestad (Uddevalla) - Uddevalla Ost (alte E6) - Uddevalla - Båberg (Vänersborg) |
| R53 |         | - Oxelösund - Nyköping |
| R73 |         | - Älgesta - Stockholm |
| R75 |         | - Stockholm Södra Länken |
| R75 |         | - Gävle - Sandviken |
| R97 |         | - Luleå - Södra Sunderbyn (2+2-Autostraße) |
| 222 |         | - Henriksdal - Graninge |
| 229 |         | - Skarpnäck - Bollmora |
| 260 |         | - Älta - Skrubba |
| 265 |         | - Norrortsleden E4 - Sollentuna |
| 273 |         | - E4 - Stockholm Arlanda Flughafen |